# Вице-президент Кирибати
Вице-президент Кирибати (кириб. Kauoman-ni-Beretitenti in I-Kiribati, англ. Vice-President of Kiribati) — вице-глава государства Республика Кирибати. Его или её конституционные функции заключаются в том, чтобы временно или постоянно исполнять обязанности президента Кирибати, если последний не в состоянии это делать, и «нести ответственность за такие дела правительства (включая администрирование любого департамента), которые президент ему поручит».
Президент назначает вице-президента из числа министров правительства. Вице-президент должен оставаться членом кабинета в течение всего срока его полномочий.

## Список вице-президентов Кирибати, иликауоман-ни-беретитенти
|   | Портрет | Имя                                                | Вступил в должность | Покинул должность | Партия                                                            | Президент                 |
| - | ------- | -------------------------------------------------- | ------------------- | ----------------- | ----------------------------------------------------------------- | ------------------------- |
| 1 |         | Театао Теаннаки (1936—2016) кириб. Teatao Teannaki | 12 июля 1979        | 4 июля 1991       | Национальная прогрессивная партия                                 | Сэр Иеремиа Тиенанг Табаи |
| 2 |         | Таомати Иута (1939—2016) кириб. Taomati Iuta       | 4 июля 1991         | 24 мая 1994       | Национальная прогрессивная партия                                 | Театао Теаннаки           |
| 3 |         | Теварека Тентоа (?—2000) кириб. Tewareka Tentoa    | 1 октября 1994      | 3 ноября 2000     | Манеабан Те Маури (кириб. Maneabau Te Mauri) («Защитите Манеабу») | Тебуроро Тито             |
| 4 |         | Бениамина Тинга (?—) кириб. Beniamina Tinga        | 17 ноября 2000      | 28 марта 2003     | Манеабан Те Маури (кириб. Maneabau Te Mauri) («Защитите Манеабу») | Тебуроро Тито             |
| 5 |         | Теимва Онорио (1963—) кириб. Teimwa Onorio         | 10 июля 2003        | 11 марта 2016     | Боутокаан Те Коауа (кириб. Boutokaan Te Koaua) («Столпы истины»)  | Аноте Тонг                |
| 6 |         | Коураби Ненем (?—) кириб. Kourabi Nenem            | 11 марта 2016       | 19 июня 2019      | Тобваан Кирибати (кириб. Tobwaan Kiribati Party)                  | Танети Маамау             |
| 7 |         | Теуеа Тоату (?—) кириб. Teuea Toatu                | 19 июня 2019        | действующий       | Тобваан Кирибати (кириб. Tobwaan Kiribati Party)                  | Танети Маамау             |